# یوزف برلی
یوزف برلی (انگلیسی: Joseph Beerli; ۲۲ دسامبر ۱۹۰۱ – ۴ سپتامبر ۱۹۶۷) ورزشکار بابسلد اهل سوئیس بود.
وی در مسابقات کشوری و بین‌المللی در مجموع برندهٔ ۲ مدال طلا، ۲ مدال نقره، ۱ مدال برنز شده‌است.